# موكا (جمهورية الدومينيكان)
موكا هي بلدية في جمهورية الدومينيكان، تقع في محافظة إسبايلات، بلغ عدد سكانها 172,294 نسمة.

## المناخ
يظهر الجدول التالي التغييرات المناخية على مدار السنة لموكا:
| البيانات المناخية لـموكا                       | البيانات المناخية لـموكا | البيانات المناخية لـموكا | البيانات المناخية لـموكا | البيانات المناخية لـموكا | البيانات المناخية لـموكا | البيانات المناخية لـموكا | البيانات المناخية لـموكا | البيانات المناخية لـموكا | البيانات المناخية لـموكا | البيانات المناخية لـموكا | البيانات المناخية لـموكا | البيانات المناخية لـموكا | البيانات المناخية لـموكا |
| الشهر                                          | يناير                    | فبراير                   | مارس                     | أبريل                    | مايو                     | يونيو                    | يوليو                    | أغسطس                    | سبتمبر                   | أكتوبر                   | نوفمبر                   | ديسمبر                   | المعدل السنوي            |
| ---------------------------------------------- | ------------------------ | ------------------------ | ------------------------ | ------------------------ | ------------------------ | ------------------------ | ------------------------ | ------------------------ | ------------------------ | ------------------------ | ------------------------ | ------------------------ | ------------------------ |
| الدرجة القصوى °م (°ف)                          | 34.0 (93.2)              | 35.5 (95.9)              | 36.0 (96.8)              | 36.0 (96.8)              | 36.0 (96.8)              | 35.5 (95.9)              | 36.0 (96.8)              | 37.0 (98.6)              | 36.5 (97.7)              | 38.0 (100.4)             | 35.5 (95.9)              | 34.0 (93.2)              | 38.0 (100.4)             |
| متوسط درجة الحرارة الكبرى °م (°ف)              | 27.8 (82.0)              | 28.3 (82.9)              | 29.4 (84.9)              | 30.0 (86.0)              | 30.4 (86.7)              | 31.6 (88.9)              | 31.2 (88.2)              | 31.3 (88.3)              | 31.7 (89.1)              | 31.1 (88.0)              | 29.2 (84.6)              | 27.8 (82.0)              | 30.0 (86.0)              |
| متوسط درجة الحرارة الصغرى °م (°ف)              | 18.1 (64.6)              | 18.2 (64.8)              | 18.6 (65.5)              | 19.2 (66.6)              | 20.2 (68.4)              | 21.1 (70.0)              | 21.1 (70.0)              | 21.0 (69.8)              | 20.9 (69.6)              | 20.5 (68.9)              | 19.6 (67.3)              | 18.5 (65.3)              | 19.8 (67.6)              |
| أدنى درجة حرارة °م (°ف)                        | 11.5 (52.7)              | 13.0 (55.4)              | 10.0 (50.0)              | 13.0 (55.4)              | 15.9 (60.6)              | 16.0 (60.8)              | 16.0 (60.8)              | 16.0 (60.8)              | 16.0 (60.8)              | 16.0 (60.8)              | 12.0 (53.6)              | 12.0 (53.6)              | 10.0 (50.0)              |
| معدل هطول الأمطار مم (إنش)                     | 70.7 (2.78)              | 67.6 (2.66)              | 60.3 (2.37)              | 100.4 (3.95)             | 159.9 (6.30)             | 75.9 (2.99)              | 98.2 (3.87)              | 101.0 (3.98)             | 109.1 (4.30)             | 137.6 (5.42)             | 136.7 (5.38)             | 113.9 (4.48)             | 1٬231٫3 (48.48)          |
| متوسط الأيام الممطرة (≥ 1.0 mm)                | 8.8                      | 7.2                      | 7.0                      | 7.8                      | 11.4                     | 8.2                      | 10.1                     | 10.2                     | 9.4                      | 10.4                     | 11.6                     | 11.3                     | 113.3                    |
| المصدر: الإدارة الوطنية للمحيطات والغلاف الجوي |                          |                          |                          |                          |                          |                          |                          |                          |                          |                          |                          |                          |                          |

## مدن توأم
المدن التوأم:
- سالسيدو.

## أعلام
- جوناثان ألونسو
- لوز غارسيا
- هوراسيو فاسكيز
- بيدرو لوبيز
- رامون كاسيريس